# Lavanda
As lavandas, também conhecidas em Portugal como alfazemas, são plantas do género Lavandula, da família Lamiaceae. São pequenos arbustos, perenes, incluindo, também, as anuais e os subarbustos. As espécies mais usadas como ervas e para ornamentação são as chamadas lavandas inglesas,  como a Lavandula angustifolia (L. officinalis). As espécies ornamentais de lavandula, reconhecidas em Portugal, são: L. luisieri, L. viridis, L. pedunculata, L. latifolia Medicus e L. multifida L.
As flores de lavanda são usadas para arranjos florais secos. As flores púrpuras e os brotos, de fragrância forte, são utilizados em pot-pourris e, também, para impedir a presença de insetos e parasitas. O cultivo comercial da planta é para a extração de óleos utilizados como antissépticos, em aromaterapia e na indústria de cosméticos.
Como produto terapêutico, em infusão, deve ser evitado o uso contínuo, podendo produzir excitação. Em geral deve ser evitado o seu uso pois contém componentes neurotóxicos que são extremamente prejudiciais, especialmente em crianças, grávidas e pessoas sensíveis ou debilitadas.
O óleo essencial da lavanda é obtido da destilação das flores, caules e folhas da espécie Lavandula officinalis. Entre várias substâncias, o óleo apresenta na sua composição o linalol e o acetato de linalila, que conferem a sua fragrância e, ainda, resina, saponina, taninos cumarinas.
As flores de lavanda produzem um néctar abundante que rende um mel de alta qualidade. O mel da variedade lavanda foi produzido inicialmente nos países que cercam o Mediterrâneo e introduzido no mercado mundial como um produto de qualidade superior. A lavanda também é usada como erva isoladamente ou como ingrediente da  erva da Provence (França).
As lavandas nativas podem ser encontradas nas Canárias, norte e oeste da África, sul da Europa e no Mediterrâneo, Arábia e Índia.
Os maiores produtores de lavanda são a Bulgária, França, Grã-Bretanha, Austrália e Rússia.

## Uso
As lavandas são muito populares na região norte do Brasil; além de comercializada na maior feira da América Latina, na banca de cheiro das "erveiras" do Mercado do Ver-o-peso (na cidade brasileira de Belém do Pará), é um dos principais ingrediente da infusão encantada denominada Banho de cheiro, usado na comemoração da festa junina e do reveion no estado do Pará. Prática ritualística que ocorre desde o século XIX, ao qual se atribui o poder de atrair ao bebedor: a felicidade, prosperidade e, reatar amores.
Também presente no Cheiro de Papel, produzido com a infusão de essências vegetais, comercializado no cesto de palha da Vendedora de cheiro, usados para aromatizar roupas guardadas em gavetas e armários. Uma combinação de raízes e paus aromáticos ralados; os ingredientes mais conhecidos são: arruda, cipó-catinga, patchuli, japana, cumaru, alecrim, baunilha, manjerona, açucena, casca preciosa, louro amarelo, jasmim,  priprioca e, alfazema.
O cheiro da lavanda também repele os mosquitos.

## Taxonomia
| I. Subgênero Lavandula Upson & S. Andrews subgen. nov. i. Seção Lavandula (3 espécies) - Lavandula angustifolia Mill. – lavanda-comum, L. officinalis subsppp. angustifolia, pyrenaica - Lavandula latifolia Medik – lavanda-portuguesa - Lavandula lanata Boiss. Híbridos - Lavandula × chaytorae Upson & S. Andrews nothosp. nov. (L. angustifolia subsp. angustifolia x L. lanata ) - Lavandula × intermedia Emeric ex Loisel. (L. angustifolia subsp. angustifolia X L. latifolia ) (Lavandim) ii. Seção Dentatae Suarez-Cerv. & Seoane-Camba (1 espécie) - Lavandula dentata L. – lavanda-francesa var. dentata (rosea, albiflora), candicans (persicina) [Batt.] iii. Seção Stoechas Ging. (3 espécies) - Lavandula stoechas L. – rosmaninho - Lavandula pedunculata Mill.(Cav.) - Lavandula viridis L'Her. Híbridos de interseção (Dentatae e Lavendula) - Lavandula × heterophylla Viv. (L. dentata x L. latifolia ) - Lavandula × allardii - Lavandula × ginginsii Upson & S. Andrews nothosp. nov. (L. dentata X L. lanata ) II. Subgênero Fabricia (Adams.) Upson & S. Andrews, comb.nov. iv. Seção Pterostoechas Ging. (16 espécies) - Lavandula multifida L. - Lavandula canariensis Mill. - Lavandula minutolii Bolle - Lavandula bramwellii Upson & S. Andrews - Lavandula pinnata L. - Lavandula buchii Webb & Berthel. - Lavandula rotundifolia Benth. - Lavandula maroccana Murb. - Lavandula tenuisecta Coss. ex Ball - Lavandula rejdalii Upson & Jury - Lavandula mairei Humbert - Lavandula coronopifoliaPoir. - Lavandula saharica Upson & Jury - Lavandula antineae Maire - Lavandula pubescens Decne. - Lavandula citriodora A.G. Mill. Híbridos - Lavandula X christiana Gattef. & Maire (L. pinnata x L. canariensis) v. Seção Subnudae Chaytor (10 espécies) - Lavandula subnuda Benth. - Lavandula macra Baker - Lavandula dhofarensis A.G. Mill. - Lavandula samhanensis Upson & S. Andrews sp. nov. - Lavandula setifera T. Anderson - Lavandula qishnensis Upson & S. Andrews sp. nov. - Lavandula nimmoi Benth. - Lavandula galgalloensis A.G. Mill. - Lavandula aristibracteata A.G. Mill. - Lavandula somaliensis Chaytor vi. Seção Chaetostachys Benth. (2 espécies) - Lavandula bipinnata (Roth) Kuntze - Lavandula gibsonii J. Graham vii. Seção Hasikenses Upson & S. Andrews, sect. nov. (2 espécies) - Lavandula hasikensis A.G. Mill. - Lavandula sublepidota Rech. f. III. Subgênero Sabaudia (Buscal. & Muschl.) Upson & S. Andrews, comb. et stat. nov. viii. Seção Sabaudia (Buscal. & Muschl.) Upson & S. Andrews, comb. et stat. nov. (2 espécies) - Lavandula atriplicifolia Benth. - Lavandula erythraeae (Chiov.) Cufod. |